# بيرند لورينز
بيرند لورينز (بالألمانية: Bernd Lorenz)‏ (24 ديسمبر 1947 في ألمانيا - 6 أبريل 2005) هو لاعب كرة قدم ألماني في مركز الهجوم. لعب مع أدميرا فاكر مودلينغ ورابيد فيينا.

## وصلات خارجية
- بيرند لورينز على موقع قاعدة بيانات كرة القدم.إي يو (الإنجليزية)
- بيرند لورينز على موقع بيانات كرة القدم. دي إي (الألمانية)
- بيرند لورينز على موقع عالم كرة القدم.نت (الإنجليزية)